# فرانكلين أسبوري لونج
فرانكلين أسبوري لونج (بالإنجليزية: Franklin Asbury Long) و(27 يوليو 1910   - 8 فبراير 1999) كان كيميائيًا أمريكيًا بارزًا لأنشطته في الحد من الأسلحة وكذلك لأبحاثه في آليات رد فعل الجزيئات العضوية في الحلول.   
عمل فرانكلين لفترة طويلة في اللجنة الاستشارية العلمية لرئيس الولايات المتحدة والتي خدمت كل من الرؤساء دوايت أيزنهاور وجون كينيدي وليندون جونسون .    وكان أيضًا مساعدًا لمدير وكالة تحديد الأسلحة ونزع السلاح بالولايات المتحدة، وعمل رئيسًا لقسم الكيمياء بجامعة كورنيل ، وعضو في الأكاديمية الوطنية للعلوم ، وهو حاصل على وسام دونجبايج، وجائزة تشارلز لاثروب بارسونز من الجمعية الكيميائية الأمريكية ،  وسُمي كأستاذ (بروفيسور) في العلوم والمجتمع من قبل مؤسسة هنري لوس، وكان عضو ونائب رئيس الأكاديمية الأمريكية للفنون والعلوم . كما كان مسؤولاً عن برنامج جامعة كورنيل للعلوم والتكنولوجيا والمجتمع، فضلاً عن برنامج دراسات السلام.

## الوظيفة والحياة
ولد فرانكلين في غريت فولز، ولاية مونتانا . حصل على درجتي AB و MA من جامعة مونتانا في عام 1931 و 1932 على التوالي، وحصل على دكتوراه في الكيمياء عام 1935 في جامعة كاليفورنيا في بيركلي . ثم إلتحق بجامعة كورنيل في عام 1937، وتقدم بمنصبه الوظيفي ليصبح الأستاذ الكامل (full professor) في عام 1946 ثم إلى رئيس قسم الكيمياء.